# الیسا کجاست
الیسا کجاست؟(به اسپانیایی: ¿Dónde Está Elisa?) نام تله‌نوال اسپانیایی زبان می‌باشد که توسط کمپانی تلموندو در کشور آمریکا ساخته شده‌است. این سریال در سال ۲۰۱۰ میلادی ساخته شده‌است.
تلموندو پخش این سریال را از ۸ مارس ۲۰۱۰ شروع کرد. این سریال از دوشنبه تا جمعه پخش می‌شد و مثل اکثر سریال‌های این شبکه این سریال با زیرنویس انگلیسی روی آنتن می‌رفت.

فیلم‌برداری این مجموعه از ۲۷ ژانویه ۲۰۱۰ آغاز شد و در می۲۰۱۰ پایان یافت.

پخش این سریال نیز از ۲۶ ژوئیه ۲۰۱۰ شروع شد و آخرین قسمت آن ۱۰ اوت ۲۰۱۰ روی ایر رفت.

## داستان
داستان سریال در مورد دختر خانوادهٔ آلتامیرا می‌باشد که به شکل عجیبی ناپدید می‌شود. پلیس که تشخیص می‌دهد او ربوده شده‌است، تحقیقات را شروع می‌کند و در این بین به افراد بسیار زیادی حتی خانوادهٔ خود الیسا و پدرش هم مشکوک می‌شود ولی دراصل شوهرعمه الیسا او را زندانی کرده بود و در نهایت الیسا به دست سیسیلییا التامیرا یعنی عمهٔ خود به قتل می‌رسد. البته سیسیلییا شوهر خود و ایزابل معشوقه برادرش را نیز به قتل رساند.